# La Bataille de l'or
Pour plus de détails, voir Fiche technique et Distribution.
La Bataille de l'or (Gold Is Where You Find It) est un film américain en Technicolor réalisé par Michael Curtiz, sorti en 1938.

## Synopsis
En 1849, pendant la ruée vers l'or en Californie, on suit l'affrontement entre des fermiers et des mineurs.

## Fiche technique
- Titre : La Bataille de l'or
- Titre original : Gold Is Where You Find It
- Réalisation : Michael Curtiz
- Scénario : Warren Duff et Robert Buckner d'après une histoire de Clements Ripley
- Production : Samuel Bischoff, Hal B. Wallis et Jack L. Warner (non crédités)
- Société de production : Cosmopolitan Productions et Warner Bros. Pictures
- Musique : Max Steiner
- Photographie : Sol Polito
- Consultant Technicolor : Allen M. Davey
- Montage : Clarence Kolster et Owen Marks (non crédité)
- Direction artistique : Ted Smith
- Costumes : Milo Anderson
- Pays d'origine :  États-Unis
- Format : couleur (Technicolor) - 35 mm - 1,37:1 - Son : Mono
- Genre : Western
- Durée : 94 minutes
- Dates de sortie : 
  - États-Unis : 12 février 1938
  - France : 14 avril 1938

## Distribution
- George Brent (VF : André Norevo) : Jared Whitney
- Olivia de Havilland (VF : Mony Dalmès) : Serena 'Sprat' Ferris
- Claude Rains (VF : Jean Gaudray) : Colonel Christopher 'Chris' Ferris
- Margaret Lindsay (VF : Délia Col) : Rosanne McCooey Ferris
- John Litel (VF : Max Morise) : Ralph Edward Ferris
- Marcia Ralston (VF : Lucienne Givry) : Molly Featherstone
- Barton MacLane (VF : Marcel Raine) : Slag Martin
- Tim Holt : Lanceford 'Lance' Ferris
- Sidney Toler : Harrison 'Harry' McCooey
- Henry O'Neill : le juge
- Willie Best : Joshua
- Robert McWade : M. Frank Crouch
- George 'Gabby' Hayes : Enoch Howitt
- Russell Simpson : le fermier John 'Mac' McKenzie
- Harry Davenport : Dr 'Doc' Parsons
- Clarence Kolb : Sénateur Walsh
- Moroni Olsen : sénateur George Hearst

Acteurs non crédités :
- Cy Kendall : Kingan
- Robert Homans : Grogan
- Bud Osborne : un fermier
- Douglas Wood : le juge H. B. Clayburn